# Dream Market
Dream Market est un marché noir en ligne fondé fin 2013. Dream Market fonctionne sur un service caché du réseau Tor, permettant aux utilisateurs en ligne de naviguer de manière anonyme et sécurisée tout en évitant la surveillance potentielle du trafic. Le marché vend une variété de contenus illégaux, notamment des drogues, des données volées et des biens de consommation contrefaits. Les transactions utilisent les monnaies cryptographiques Bitcoin et Bitcoin Cash. Il fut possible d'utiliser Monero avant que son utilisation soit suspendu autour de juillet 2018. Dream Market offre un service de dépôt fiduciaire, les litiges étant traités par les administrateurs. Le site a également des forums hébergés sur une URL différente où les acheteurs, vendeurs et autres membres de la communauté peuvent interagir.

## Historique
Après les saisies et fermetures des marchés d'AlphaBay et d'Hansa en juillet 2017 dans le cadre de l'opération Bayonet,, de nombreux vendeurs et acheteurs de ces anciennes communautés se sont inscrits majoritairement sur Dream Market.
Gal Vallerius, un Franco-Israélien de 38 ans habitant à Plusquellec (Côtes-d'Armor), a été arrêté le 31 août 2017 à l'aéroport international Hartsfield-Jackson d'Atlanta, alors qu'il allait participer au championnat du monde de barbe et moustache. Il était déjà surveillé depuis février 2016 et la perquisition de son ordinateur portable a pu confirmer son identité sur Dream Market : en plus d'être l'un des administrateurs de ce site, il était également un vendeur sous le pseudonyme « OxyMonster ». Il a vendu de la cocaïne, du fentanyl, du LSD, de l'oxycodone et de la méthamphétamine de mai 2015 à août 2017. L'équivalent de 500 000 dollars américains en bitcoins furent également retrouvés sur son ordinateur. Les enquêteurs ont lié son pseudonyme à sa véritable identité à travers ses transactions, dont certaines sont allées sur des portefeuilles bitcoin associés à son propre nom. Ils ont ensuite retracé ses comptes Instagram et Twitter pour comparer les styles d'écriture et ont découvert de nombreuses similitudes, notamment l'utilisation du mot « cheers », des guillemets fréquents et des messages intermittents en français, selon des documents judiciaires déposés en Floride.
Son procès devait initialement se dérouler le 11 décembre 2017, mais fut repoussé par l'un de ses avocats. Son procès s'est ouvert le 12 juin 2018 à Miami. Il a plaidé coupable pour « conspiration en vue de distribuer des substances contrôlées et « conspiration en vue de blanchiment d’argent ». Il encourt deux fois vingt ans de réclusion et 1,5 million de dollars d’amende. Le procureur et ses avocats se seraient cependant mis d’accord pour que la peine soit ramenée à une fois vingt ans, à la condition que Gal Vallerius collabore à des enquêtes sur le trafic de drogue sur Internet. La sentence du tribunal de Miami tombera le 25 septembre 2018,,.
Malgré l'arrestation du co-administrateur, Dream Market est toujours en ligne (maj 04/2019: Dream market n'est plus en ligne actuellement) sous différents sites miroirs dans le but d'alléger l'utilisation de la bande passante et d'éviter diverses attaques DDoS. Il est actuellement le marché noir le plus prolifique (plus de 60 000 articles), ainsi que celui ayant la plus longue longévité sur le réseau Tor (près de 5 ans), dépassant celle de la première version de Silk Road (2 ans et demi).
Le 31 janvier 2018, la communauté dédiée à ce marché noir sur Reddit a été bannie pour violation du règlement[source insuffisante]. Par la suite, beaucoup de discussions très populaires tournant autour des marchés noirs ont également fermés. Reddit interdit les transactions directes liées à des produits et services illégaux. Auparavant, les modérateurs supprimaient les messages contenant des liens, mais le renforcement du règlement a considéré toutes les discussions portant sur les marchés noirs comme étant des sources d'adresses de différents marchés vendant des produits illégaux sur le réseau Tor.